# Lány, Kladno
Lány là một làng thuộc huyện Kladno, vùng Středočeský, Cộng hòa Séc.
Lâu đài Lány được đề cập lần đầu vào 1392. Nó đã thay đổi chủ sở hữu nhiều lần và trải qua một tái thiết lớn vào năm 1902 – 1903. Năm 1921, nó được nhà nước Tiệp Khắc mua lại và chỉ định là một dinh thự của tổng thống mùa hè. Kiến trúc sư người Slovene Jože Plečnik được đưa ra để cải tiến cả lâu đài lẫn công viên liền kề. T. G. Masaryk, tổng thống đầu tiên, thích lâu đài và được phép ở lại đó sau khi thoái vị vào năm 1935 cho đến khi ông qua đời vào năm 1937. Từ 1921 phục vụ như là nơi cư trú mùa hè thuận lợi của mình.